# Southampton F.C.
Southampton Football Club – angielski klub piłkarski z siedzibą w Southampton w hrabstwie Hampshire. Obecnie występuje w Championship.
Od 2001 roku klub swoje mecze rozgrywa na St Mary's Stadium i nosi przydomek The Saints (Święci) ze względu na swoją historię, która jest związana z St Mary's Church. Southampton toczy długą rywalizację z Portsmouth ze względu na bliskie położenie i morską historię obu miast. Mecze pomiędzy tymi drużynami nazywane są South Coast Derby. Klub w 1976 roku zdobył Puchar Anglii, a najwyższe miejsce w ekstraklasie zajęli w sezonie 1983/1984. 15 maja 2005 roku spadli z Premier League, kończąc serię 27 sezonów, w których występowali w najwyższej klasie rozgrywkowej.

## Historia

### Początki

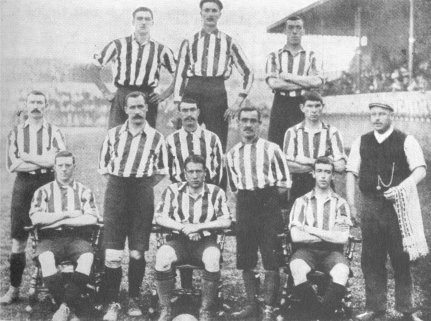
Drużyna Southampton w latach 1901-1902.

Klub został założony w 1885 roku jako St. Mary’s Church YMA (Young Men’s association). W 1894 roku dołączył do Southern League i wygrał rozgrywki trzy razy z rzędu w latach 1897–1899, a potem ponownie w 1901, 1903 i 1904 roku. Początkowe sukcesy przyczyniły się do budowy stadionu The Dell, na którym zespół spędził 103 lata. W 1900 roku Święci po raz pierwszy dotarli do finału rozgrywek Pucharu Anglii, gdzie ponieśli porażkę z Bury 4:0, a dwa lata później ponownie przegrali w finale tych rozgrywek z Sheffield United.

### Po I wojnie światowej
Po zakończeniu I wojny światowej Southampton w 1920 roku dołączył do nowo utworzonej ligi Football League Third Division(Trzecia Liga), która rok później została podzielona na północną i południową. Sezon 1921/22 okazał się triumfem i oznaczał początek 31-letniego pobytu w Second Division (Drugi poziom rozgrywek). Sezon 1922/23 był wyjątkowy, kiedy to wówczas drużyna zanotowała 14 zwycięstw, 14 remisów i 14 porażek. Ponadto zespół ukończył sezon w środku tabeli z równym bilansem bramkowym. W 1925 i 1927 roku Southampton dotarł do półfinału Pucharu Anglii przegrywając odpowiednio z Sheffield United i Arsenalem. Święci zostali zmuszeni do przeniesienia się na stadion lokalnego rywala Portsmouth, ponieważ The Dell został zbombardowany w czasie II wojny światowej. Klub był bliski awansu do First Division (Pierwsza Liga) w latach 1947-48. W sezonie 1948/49 i 1949/50 Charlie Wayman w sumie zdobył 56 goli dla klubu. W 1953 roku zespół ponownie spadł do 3 ligi, w której grał aż do 1960 roku.

### Awans do pierwszej ligi i triumf w FA Cup
W 1966 roku drużyna prowadzona przez byłą legendę Świętych Teda Bates'a awansowała do najwyższej klasy rozgrywkowej w Anglii. W następnym sezonie Ron Davis zdobył 43 gole. Southampton znalazł się w elicie przez osiem kolejnych lat, kiedy to zajął dwukrotnie siódme miejsce, które pozwoliło na awans do Pucharu Miast Targowych. W grudniu 1973 roku Bates został zastąpiony przez swojego asystenta Lawrie'go McMenemy'a, a rok później zespół spadł z pierwszej ligi, zajmując 20 miejsce. Podczas pobytu w drugiej lidze do zespołu dołączyli tacy piłkarze jak: Peter Osgood, Jim McCalliog, Jim Steele i Peter Rodrigues. W 1976 roku klub zdobył jedyny jak do tej pory Puchar Anglii, pokonując w finale Manchester United 1:0 po bramce Bobbyego Stokesa. Zwycięstwo w finale tych rozgrywek dało awans do Pucharu Zdobywców Pucharów, jednak tam Southampton odpadło w trzeciej rundzie, przegrywając dwumecz z Anderlechtem 2-3.

### Powrót do pierwszej ligi
W sezonie 1977/1978 Southampton zajęło drugie miejsce w Second Division (za Boltonem Wanderers) i po kilku latach uzyskali awans do ligi pierwszej. W swoim pierwszym sezonie pobytu w najwyższej klasie rozgrywkowej klub uplasował się na czternastym miejscu w ligowej tabeli.
Sezon później Southampton znowu zagrał na Wembley, tym razem odnosząc porażkę w finale z Nottingham Forest 2:3. W 1980 roku kontrakt z ekipą Świętych podpisał Kevin Keegan. W sezonie 1981/1982 pomógł drużynie osiągnąć szczyt w First Division. Klub był na czele tabeli ligowej przez ponad dwa miesiące, jednak kontuzja Keegana i rozczarowująca końcówka sezonu sprawiły, że drużyna zajęła siódme miejsce. Rok później Keegan został sprzedany do Newcastle United. Pojawiły się jednak nowe gwiazdy takie jak: Peter Shilton, Nick Holmes, David Armstrong, Steve Moran, czy Danny Wallace, z którymi w składzie Southampton został wicemistrzem Anglii w 1984 roku i dotarł do półfinału FA Cup. W sezonie 1984/1985 klub zajął piąte miejsce i ponownie wywalczył awans do europejskich rozgrywek. W następnym sezonie McMenemy został zastąpiony przez Chrisa Nicholla, który został zwolniony po sześciu latach pracy.
W sezonie 1992/1993 z zespołem pożegnał się Alan Shearer, który odszedł za rekordową sumę 3,3 mln funtów do Blackburn Rovers.

### Southampton w Premier League
Southampton stał się jednym z członków założenia nowej ligi pod nazwą Premier League w 1992 roku. Klub spędził w niej dziesięć sezonów, ale tylko bacznie walcząc o utrzymanie. W sezonie 1995/1996 Southampton utrzymał się w lidze tylko dzięki lepszemu bilansowi bramkowemu, zajmując 17. miejsce.
W sezonie 1996/1997 drużynę objął Graeme Souness, który sprowadził kilku nowych graczy w tym Clausa Lundekvana. Jednym z pamiętnych meczów w tamtym okresie było zwycięstwo nad Manchesterem United 6-3. Souness zrezygnował z pracy w klubie po jednym sezonie. został zastąpiony przez Davea Jonesa. W sezonie 1998/99 przez większą część rozgrywek zespół był na samym dole tabeli, jednak po dobrych meczach w końcowej fazie sezonu uplasował się w tabeli nad strefą spadkową. 28 stycznia 2000 roku trenerem Świętych został Glenn Hoddle, który rok później objął drużynę Tottenhamu. Zastąpił go Stuart Gray, jednak został on zwolniony po słabym początku w kolejnym sezonie przez menedżera Coventry City – Gordona Strachana. W pierwszym sezonie drużyna pod jego wodzą zajęła jedenaste miejsce, a w drugim zmieściła się w pierwszej dziesiątce ligowej tabeli, zajmując wówczas ósmą lokatę. W 2001 roku klub przeniósł się na nowo wybudowany obiekt St Mary's Stadium. Największą gwiazdą drużyny w tamtym okresie był James Beattie (zdobył 23 gole w Premier League). W marcu 2004 roku Strachan zrezygnował z roli menedżera, a w ciągu ośmiu miesięcy drużynę prowadzili: Paul Sturrock i Steve Wigley. W styczniu 2005 roku James Beattie przeniósł się on do drużyny Evertonu. W tym samym okresie drużyna na koniec rozgrywek zajęła ostatnie miejsce i spadła do Championship.

### Poza czołówką
3 grudnia 2005 roku z funkcji trenera zwolniony został Harry Redknapp. George Burley został nowym szkoleniowcem i w kolejnym sezonie wraz z klubem zagrał w play-offach o awans do Premier League. Najskuteczniejszym strzelcem dla drużyny Świętych został polski napastnik Grzegorz Rasiak. 17 grudnia 2007 roku właściciel klubu Ken Dulieu zrezygnował z pełnienia tej funkcji, a jego następcą został Leon Crouch.

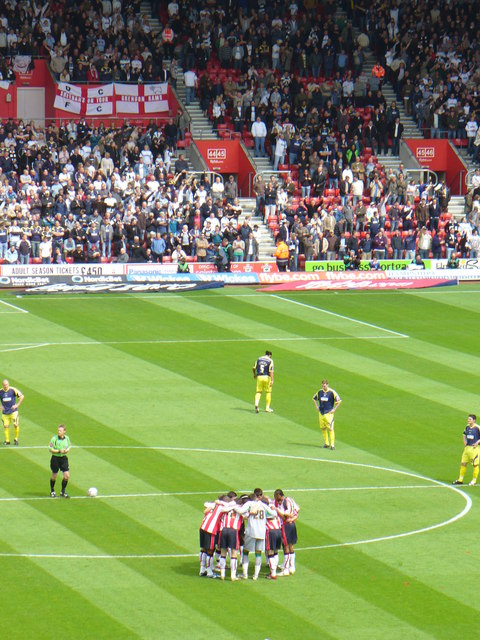
Gracze Southampton w 2007 roku przed jednym z meczów.

23 stycznia 2008 roku George Burley został zwolniony z funkcji menedżera. Jego miejsce zajął John Gorman, który po krótkim czasie pracy został zastąpiony przez Nigela Pearsona. Od nowego sezonu Michel Wilde został nowym właścicielem "Świętych". Klub nie zdołał utrzymać się w lidze i spadł do Football League One. W lipcu 2009 roku poinformowano, że wszystkie udziały w klubie wykupił Markus Liebherr, który jak się później okazało, uratował klub przed bankructwem. W sierpniu tego samego roku włoski bankier Nicola Cortese wraz z Liebherrem zostali współwłaścicielami Southampton. Na nowego trenera mianowano Alana Pardew, pod wodzą którego w 2010 roku klub sięgnął po trofeum Johnstone’s Paint Trophy. Rok później Święci pod wodzą Nigela Adkinsa awansowali do Championship. Po tych wydarzeniach klub w kolejnym sezonie wygrał swoje pierwsze cztery mecze ligowe po raz pierwszy w historii. 13 kwietnia 2012 roku po porażce z Reading drużyna ustąpiła fotel lidera The Royals. W ostatniej kolejce sezonu po zwycięstwie 4:0 nad Coventry City Southampton uzyskało awans do Premier League. Najlepszym strzelcem został Rickie Lambert, który zdobył w sumie 31 goli w całym sezonie (27 w Championship).

### Powrót do Premier League
W sezonie 2011/2012 zespół uzyskał awans do Premier League. W czerwcu 2012 roku do klubu dołączył Jay Rodriguez sprowadzony za 7 milinów funtów z Burnley i była to rekordowa wówczas suma wydana na piłkarza przez Świętych. Kolejnym wzmocnieniem był Gaston Ramirez, który przewyższył sumę zapłaconą za Rodrugieza, a wyniosła ona 11,8 milionów funtów. Po dziesięciu rozegranych spotkaniach klub zajmował ostatnie miejsce w ligowej tabeli. 22 września Southampton poinformował o transferze polskiego bramkarza Artura Boruca, który zadebiutował w przegranym 4:1 meczu z West Hamem.
W styczniu po remisie z Chelsea 2:2 zwolniony został Nigel Adkins i zastąpił go Argentyńczyk Mauricio Pochettino, który uniknął spadku, a w kolejnym sezonie wraz z drużyną zajął ósme miejsce w Premier League. Drużyna zdobyła wówczas 56 punktów. Ponadto zakończyła rozgrywki z dodatnim bilansem bramkowym.
15 stycznia po odejściu Nicoli Cortese prezesem klubu została Katharina Liebherr - córka Markusa Liebherra, który uratował klub przed bankructwem kilka lat wcześniej.
Po sezonie 2013/14 Pochettino podpisał kontrakt z Tottenhamem.
W miejsce argentyńskiego szkoleniowca zatrudniono Ronalda Koemana.
Za 27 milionów funtów sprzedano Luka Shawa (Manchester United), Caluma Chambersa (Arsenal), Rickiego Lamberta. i Adama Lallanę (obaj Liverpool). Od pierwszej drużyny odsunięto Artura Boruca. W miejsce polskiego bramkarza sprowadzono Frasera Forstera oraz kolejnych graczy tak, aby zbudować solidną drużynę. W gronie nowych zawodników znaleźli się: Graziano Pellè, Dušan Tadić, Florin Gardoș, Sadio Mané, Toby Alderweireld, czy Ryan Bertrand.
Za sprawą dobrych wyników drużyny trenerem miesiąca wrzesień został holenderski menadżer Świętych. Ponadto tytuł najlepszego piłkarza września zgarnął Graziano Pellè. 11 stycznia 2015 roku podopieczni Koemana po raz pierwszy od 1988 roku wygrali na Old Trafford z Manchesterem United po golu Tadicia.
W sezonie 2014/2015 Southampton zajęło najwyższe miejsce w lidze angielskiej kończąc rozgrywki na siódmym miejscu oraz zdobył największą liczbę punktów w tych rozgrywkach w historii klubu. Klub awansował do rundy kwalifikacyjnej Ligi Europejskiej na sezon 2015/2016, ponieważ przegrany uczestnik finału Pucharu Anglii nie otrzymał już tej możliwości. Przed nowym sezonem z klubem pożegnał się Morgan Schneiderlin, który opuścił drużynę na rzecz Manchesteru United, oraz Nathaniel Clyne (transfer do Liverpoolu). Koeman chcąc wzmocnić drużynę, ponieważ ta grała w europejskich pucharach zdecydował się kupić nowych bocznych obrońców – Cedrica Soaresa oraz Cuco Martinę. Do klubu dołączyli także pomocnicy (Oriol Romeu i Jordy Clasie), oraz napastnik Juanmi. Wskutek kontuzji pierwszego bramkarza drużyny wypożyczono Maartena Stekelenburga i obrońcę Stevena Caulkera. Kontrakt z klubem podpisał także Virgil van Dijk.
27 sierpnia 2015 roku Southampton odpadł z rozgrywek Ligi Europy, przegrywając dwumecz z FC Midtjylland. Święci  dość szybko odpadli z krajowych pucharów przegrywając w trzeciej rundzie FA Cup, oraz piątej rundzie Pucharu Ligi Angielskiej. W styczniu zespół wzmocnił napastnik Charlie Austin. W drugiej części sezonu drużyna prezentowała bardzo wysoką formę, co przełożyło się na wysokie 6. miejsce ligowe (kolejny awans w ligowej tabeli) i ostateczny awans do fazy grupowej rozgrywek Ligi Europejskiej. 13 czerwca 2016 roku Ronald Koeman opuścił Southampton i podpisał kontrakt z Evertonem.

Wyjściowe ustawienia Southampton i Manchesteru United w finałowym spotkaniu Pucharu Ligi Angielskiej w 2017 roku.

Po odejściu Koemana zespół ponownie opuściło kilku kluczowych graczy. Za kwotę ok. 11 mln funtów do Tottenhamu odszedł Victor Wanyama, a Sadio Mané za 34 mln funtów zasilił Liverpool. 30 czerwca nowym trenerem został Claude Puel. 11 lipca sprzedano Graziano Pelle za kwotę 12 mln funtów do Shandong Luneng. Nowymi nabytkami zostali: skrzydłowy, grający w Norwich - Nathan Redmond, oraz pomocnik Bayernu Monachium - Pierre Højbjerg. 29 lipca na wypożyczenie do Rayo Vallecano udał się Paulo Gazzaniga, a bramkarzem na jego miejsce został Alex McCarthy. Ponadto poinformowano o podpisaniu kontraktu z francuskim obrońcą Jeremym Piedem. 29 sierpnia najdroższym zawodnikiem w historii klubu został Marokańczyk Sofiane Boufal, który kosztował ok. 20 mln funtów. 30 listopada 2016 roku, po zwycięstwie 2-0 nad Arsenalem Święci po raz pierwszy od 30 lat awansowali do półfinału Pucharu Ligi Angielskiej. Wielkim rozczarowaniem okazało się odpadnięcie już w fazie grupowej z rozgrywek Ligi Europy po remisie na St Mary's z izraelskim Hapoelem Beer Szewa. 25 stycznia 2017 roku drużyna uzyskała awans do finału Pucharu Ligi Angielskiej po zwycięstwie w dwumeczu nad Liverpoolem. W styczniowym okienku transferowym niespodziewanie z drużyną pożegnał się kapitan José Fonte. Szeregi Świętych zasilił natomiast napastnik Manolo Gabbiadini, oraz bramkarz Mouez Hassen. 26 lutego Southampton przegrał mecz finałowy z Manchesterem United w Pucharze Ligi. 14 czerwca Claude Puel został zwolniony z funkcji menedżera. Powodem był styl gry zespołu, uważany za bardzo nudny i przewidywalny. Francuski menedżer wywalczył z drużyną ósme miejsce w Premier League, dotarł do finału Pucharu Ligi i zajął 3. miejsce w grupie Ligi Europy.
23 czerwca 2017 roku nowym trenerem został Mauricio Pellegrino. 1 lipca do zespołu dołączył Jan Bednarek, występujący wcześniej w Lechu Poznań. 8 sierpnia za kwotę ok. 20 mln funtów (wraz z bonusami) dołączył Mario Lemina, stając się tym samym najdroższym zawodnikiem zakupionym przez Southampton. Z drużyną pożegnał się Jay Rodriguez i Jason McCarthy, a kontraktów nie przedłużono z Cuco Martiną, oraz Martinem Caceresem.
14 lipca właścicielka klubu Katharina Liebherr poinformowała fanów, że chińskie przedsiębiorstwo doszło do porozumienia w sprawie wykupienia akcji w klubie. Southampton zostało tym samym wykupione przez chińską rodzinę Gao za 210 mln funtów, do których należy 80% udziałów. Przed rozpoczęciem sezonu ogłoszono transfer Wesleya Hoedta. 1 stycznia 2018 roku za rekordową sumę do Liverpoolu przeszedł Virgil van Dijk, stając się najdroższym obrońcą w historii piłki nożnej. 12 marca zwolniony został Mauricio Pellegrino, który poprowadził drużynę do pięciu zwycięstw w trzydziestu meczach Premier League, stając się najgorszym trenerem w historii Świętych, biorąc pod uwagę liczbę punktów w poszczególnych spotkaniach, oraz procent zwycięstw. Nowym szkoleniowcem zespołu został Mark Hughes. Zdołał on utrzymać drużynę w Premier League, a także awansować do półfinału Pucharu Anglii. Przed rozpoczęciem sezonu oficjalnie ogłoszono, że nie przedłużono kontraktów z Jeremym Piedem, Stuartem Taylorem oraz Florinem Gardosem. Z klubem pożegnał się także Dusan Tadić. W ich miejsce sprowadzono Stuarta Armstronga i Mohameda Elyounoussiego. Na pozycję bramkarza zakupiono Angusa Gunna za kwotę 13,5 mln funtów, a linię defensywną wzmocniono Jannikiem Vestergaardem. Wypożyczony został także napastnik Liverpoolu - Danny Ings, z koniecznością wykupu po sezonie. W grudniu po remisie 2:2 z Manchesterem United Mark Hughes został zwolniony z posady trenera. 5 grudnia funkcję tę przejął Ralph Hasenhüttl. 16 grudnia Święci odnieśli pierwsze zwycięstwo na St Mary's  w sezonie, pokonując Arsenal 3:2, kończąc tym samym imponującą serię Kanonierów wynoszącą 22 spotkania bez porażki. W następnej kolejce drużyna austriackiego menedżera odniosła zwycięstwo nad Huddersfield 3:1, i po raz pierwszy od kwietnia 2017 roku drużyna zwyciężyła w dwóch meczach z rzędu, wydostając się ze strefy spadkowej. 27 kwietnia po remisie 3:3 z Bournemouth Święci utrzymali się w Premier League. 28 Maja 2023 roku zespół spadł do EPL Championship.

## Osiągnięcia
- Wicemistrz Anglii (1): 1984
- Mistrzostwo Division Two/Championship (3): 1965/1966, 1977/1978, 2011/2012
- Mistrzostwo Southern League (6):  1896/1897, 1897/1898, 1898/1899, 1900/1901, 1902/1903, 1903/1904
- Puchar Anglii (1): 1976
- Finalista Pucharu Anglii (3): 1900, 1903, 2000
- Finalista Pucharu Ligi Angielskiej (2): 1979, 2017
- Football League Trophy (1): 2010.
- 6. miejsce w Premier League: 2015/2016
- Trofeo Cidade de Vigo (1): 1983
- Liga Europy – faza grupowa: 2016/2017

## Uczestnicy Mistrzostw Świata grający w Southampton
- Terry Paine (Mistrzostwa Świata w Piłce Nożnej 1966)
- Kevin Keegan (Mistrzostwa Świata w Piłce Nożnej 1982)
- Chris Nicholl (Mistrzostwa Świata w Piłce Nożnej 1982)
- Peter Shilton (Mistrzostwa Świata w Piłce Nożnej 1986)
- Egil Østenstad (Mistrzostwa Świata w Piłce Nożnej 1998)
- Agustín Delgado (Mistrzostwa Świata w Piłce Nożnej 2002)
- Wayne Bridge (Mistrzostwa Świata w Piłce Nożnej 2002)
- Anders Svensson (Mistrzostwa Świata w Piłce Nożnej 2002)
- Kenwyne Jones (Mistrzostwa Świata w Piłce Nożnej 2006)
- Grzegorz Rasiak (Mistrzostwa Świata w Piłce Nożnej 2006)
- Dejan Lovren (Mistrzostwa Świata w Piłce Nożnej 2014)
- Rickie Lambert (Mistrzostwa Świata w Piłce Nożnej 2014)
- Adam Lallana (Mistrzostwa Świata w Piłce Nożnej 2014)
- Luke Shaw (Mistrzostwa Świata w Piłce Nożnej 2014)
- Morgan Schneiderlin (Mistrzostwa Świata w Piłce Nożnej 2014)
- Maya Yoshida (Mistrzostwa Świata w Piłce Nożnej 2014)
- Gastón Ramírez (Mistrzostwa Świata w Piłce Nożnej 2014)
- Jan Bednarek (Mistrzostwa Świata w Piłce Nożnej 2018, Mistrzostwa Świata w Piłce Nożnej 2022)

## Stadiony

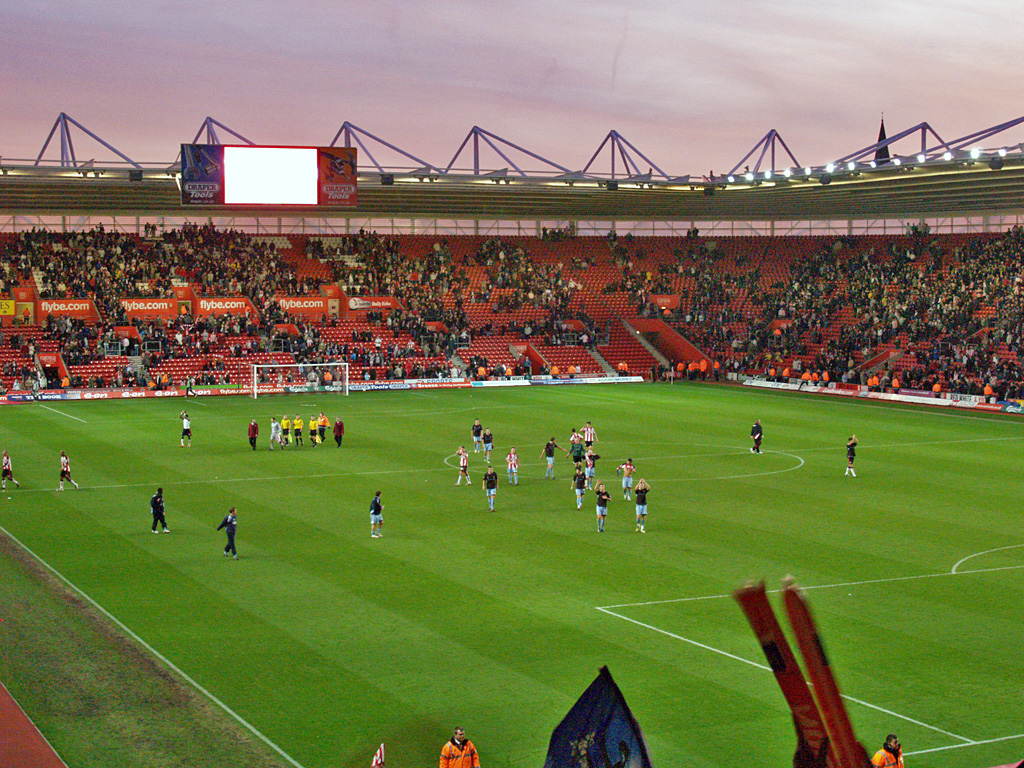
Widok z St Mary's Stadium.

St Mary’s Stadium jest siedzibą klubu od 2001. Wcześniej Southampton rozgrywał swoje spotkania na The Dell, który służył klubowi z Hampshire od 1898. Prawa do nazwy nowego stadionu Świętych nabyła firma ubezpieczeniowa Friends Provident.
- Nazwa: The Friends Provident St Mary’s Stadium
- Pojemność: 32 689
- Inauguracja: 2001
- Wymiary boiska: 101 × 67 m

## Menadżerowie
- Cecil Knight (1894–1895)
- Charles Robson (1895–1896)
- Alfred McMinn (1896–1897)
- Ernest Arnfield (1897–1911)
- George Swift (1911–1912)
- Ernest Arnfield (1912–1919)
- Jimmy McIntyre (1919–1924)
- Arthur Chadwick (1924–1931)
- George Kay (1931–1936)
- George Goss (1936–1937)
- Tom Parker (1937–1943)
- Arthur Dominy (1943–1946)
- Bill Dodgin (1946–1949)
- Sid Cann (1949–1951)
- George Roughton (1952–1955)
- Ted Bates (1955–1973)
- Lawrie McMenemy (1973–1985)
- Chris Nicholl (1985–1991)
- Ian Branfoot (1991–1994)
- Alan Ball (1994–1995)
- Dave Merrington (1995–1996)
- Graeme Souness (1996–1997)
- Dave Jones (1997–2000)
- Glenn Hoddle (2000–2001)
- Stuart Gray (2001)
- Gordon Strachan (2001–2004)
- Paul Sturrock (2004)
- Steve Wigley (2004)
- Harry Redknapp (2004–2005)
- George Burley (2005–2008)
- Jan Poortvliet (2008–2009)
- Mark Wotte (2009)
- Alan Pardew (2009–2010)
- Nigel Adkins (2010–2013)
- Mauricio Pochettino (2013–2014)
- Ronald Koeman (2014–2016)
- Claude Puel (2016–2017)
- Mauricio Pellegrino (2017–2018)
- Mark Hughes (2018)
- Ralph Hasenhüttl (2018–2022)

## Przynależność ligowa

Diagram przedstawiający uczestnictwo w poszczególnych ligach przez Southampton.

- 1920–1922: Football League Third Division
- 1922–1953: Football League Second Division
- 1953–1960: Football League Third Division
- 1960–1966: Football League Second Division
- 1966–1974: Football League First Division
- 1974–1978: Football League Second Division
- 1978–1992: Football League First Division
- 1992–2005: FA Premier League
- 2005–2009: Football League Championship
- 2009–2011: Football League One
- 2011–2012: Football League Championship
- 2012–  : FA Premier League

## Obecny skład
Stan na 9 września 2024.
| Nr | Poz. | Piłkarz                 |
| -- | ---- | ----------------------- |
| 1  | BR   | Alex McCarthy           |
| 2  | OB   | Kyle Walker-Peters      |
| 3  | OB   | Ryan Manning            |
| 4  | PO   | Flynn Downes            |
| 5  | OB   | Jack Stephens (kapitan) |
| 6  | OB   | Taylor Harwood-Bellis   |
| 7  | PO   | Joe Aribo               |
| 8  | PO   | Will Smallbone          |
| 9  | NA   | Adam Armstrong          |
| 10 | PO   | Adam Lallana            |
| 11 | NA   | Ross Stewart            |
| 12 | OB   | Ronnie Edwards          |
| 13 | BR   | Joe Lumley              |
| 14 | OB   | James Bree              |
| 15 | OB   | Nathan Wood             |
| 16 | OB   | Yukinari Sugawara       |

| Nr | Poz. | Piłkarz                                     |
| -- | ---- | ------------------------------------------- |
| 17 | NA   | Ben Brereton Díaz                           |
| 18 | PO   | Mateus Fernandes                            |
| 19 | NA   | Cameron Archer                              |
| 20 | PO   | Kamaldeen Sulemana                          |
| 21 | OB   | Charlie Taylor                              |
| 26 | PO   | Lesley Ugochukwu (wypożyczony Chelsea)      |
| 27 | PO   | Sam Amo-Ameyaw                              |
| 28 | OB   | Juan Larios                                 |
| 30 | BR   | Aaron Ramsdale                              |
| 31 | BR   | Gavin Bazunu                                |
| 32 | NA   | Paul Onuachu                                |
| 33 | PO   | Tyler Dibling                               |
| 35 | OB   | Jan Bednarek                                |
| 37 | OB   | Armel Bella-Kotchap                         |
|    | NA   | Maxwel Cornet (wypożyczony West Ham United) |
|    | PO   | Ryan Fraser                                 |

### Piłkarze na wypożyczeniu
| Nr | Poz. | Piłkarz                                                 |
| -- | ---- | ------------------------------------------------------- |
|    | PO   | Shea Charles (w Sheffield Wednesday do 30 czerwca 2025) |
|    | PO   | Samuel Edozie (w Anderlechcie do 30 czerwca 2025)       |

| Nr | Poz. | Piłkarz                                      |
| -- | ---- | -------------------------------------------- |
|    | NA   | Juan (w Göztepe do 30 czerwca 2025)          |
|    | PO   | Kuryu Matsuki (w Göztepe do 30 czerwca 2025) |

## Statystyki zawodników
Najczęściej występujący zawodnicy
| #  | Imię i nazwisko    | Liczba meczów |
| -- | ------------------ | ------------- |
| 1  | Terry Paine        | 815           |
| 2  | Mick Channon       | 607           |
| 3  | Nick Holmes        | 543           |
| 4  | Matthew Le Tissier | 540           |
| 5  | Tommy Traynor      | 487           |
| 6  | Jason Dodd         | 483           |
| 7  | Bert Shelley       | 448           |
| 8  | Eric Day           | 422           |
| 9  | Claus Lundekvam    | 413           |
| 10 | John Sydenham      | 402           |

Zawodnicy z największą liczbą bramek
| #  | Imię i nazwisko    | Liczba bramek |
| -- | ------------------ | ------------- |
| 1  | Mick Channon       | 228           |
| 2  | Matthew Le Tissier | 209           |
| 3  | Bill Rawlings      | 193           |
| 4  | Terry Paine        | 187           |
| 5  | George O'Brien     | 180           |
| 6  | Derek Reeves       | 173           |
| 7  | Eric Day           | 158           |
| 8  | Ron Davies         | 153           |
| 9  | Arthur Dominy      | 146           |
| 10 | Rickie Lambert     | 117           |

## Historia herbu

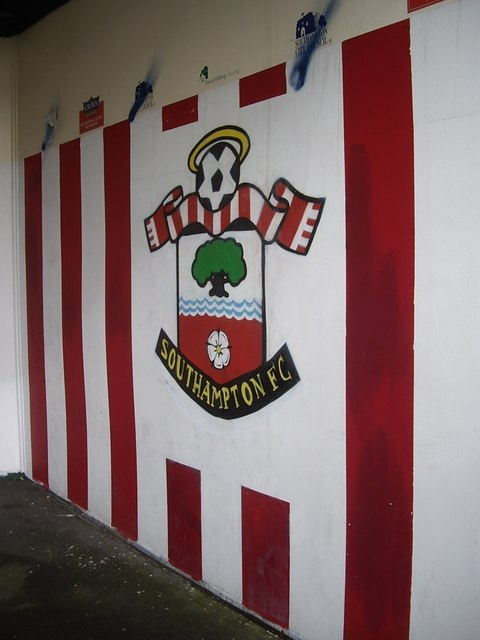
Herb Southampton, oraz barwy klubowe.

W 1970 roku klub postanowił zrobić konkurs dla fanów, aby zaprojektowali herb klubowy, ponieważ wcześniej był on taki sam jak herb miasta. Zwyciężył projekt Rollanda Parrisa, który został herbem klubu na dwadzieścia lat. Aureola widniejąca na górnej części nawiązuje do przydomku Święci, a piłka do charakteru drużyny. Chusta to szal dla fanów, ale także odnosi się do barw klubowych. Drzewo odnosi się do New Forest i Southampton Common. Woda to połączenie mórz, rzek i oceanów jakie znajdują się nad miastem. Biała róża jest symbolem miasta. W dniu 13 maja 2010 r., aby uczcić 125 rocznicę istnienia klubu został wydany specjalny herb, na którym zamiast piłki znalazła się ta liczba, a po bokach data założenia klubu (1885), oraz data jubileuszu (2010). Zawodnicy nosili koszulki z tym herbem w sezonie 2010/2011.

## Akademia Southampton
Akademia Southampton jest jedną z najbardziej obiecujących szkółek piłkarskich w Anglii. Do tej akademii piłkarskiej dołączają zawodnicy w wieku od 9 do 18 lat. Akademia Southampton wypromowała takich piłkarzy jak: Gareth Bale, Theo Walcott, Adam Lallana, Alex Oxlade-Chamberlain, Wayne Bridge i Luke Shaw, którzy zostali sprzedani do wielkich europejskich drużyn.

## Klubowe rekordy
Najdłuższa seria zwycięstw
- 10 meczów, 16 kwietnia 2011 – 20 sierpnia 2011 (liga)
- 11 meczów, 16 kwietnia 2011 – 20 sierpnia 2011 (wszystkie rozgrywki)

Najdłuższa seria bez porażki
- 25 meczów, 30 września 2023 – 13 lutego 2024 (wszystkie rozgrywki)

Najdłuższa seria bez porażki u siebie
- 19 meczów, 12 lutego 2011 – 29 listopada 2011 (liga)
- 21 meczów, 12 lutego 2011 – 29 listopada 2011 (wszystkie rozgrywki)

Największe zwycięstwa
- U siebie
  - 14:0 przeciwko Newbury Town, 13 października 1894 (FA Cup)
  - 11:0 przeciwko Northampton Town, 28 grudnia 1901 (Southern League)
  - 11:0 przeciwko Watford, 13 grudnia 1902 (Southern League)
  - 8:0 przeciwko Northampton Town, 24 grudnia 1921 (Football League Third Division)
  - 8:0 przeciwko Sunderland, 18 października 2014 (Premier League)[53]
- Na wyjeździe
  - 6:0 przeciwko Carlisle United, 22 stycznia 1977 (Football League Second Division)
  - 6:0 przeciwko Wolverhampton Wanderers, 31 marca 2007 (Championship)
  - 6:0 przeciwko Oldham Athletic, 11 stycznia 2011 (Football League One)
  - 6:0 przeciwko MK Dons, 23 września 2015 (Puchar Ligi Angielskiej)

Największe porażki
- U siebie
  - 0:6 przeciwko Plymouth Argyle, 5 grudnia 1931 (Football League Second Division)
  - 0:6 przeciwko Brentford, 9 marca 1959 (Football League Third Division)
  - 0:9 przeciwko Leicester City 25 października 2019 (Premier League)
- Na wyjeździe
  - 0:8 przeciwko Crystal Palace, 16 listopada 1913 (Southern League)
  - 0:8 przeciwko Tottenham Hotspur, 28 marca 1936 (Football League Second Division)
  - 0:8 przeciwko Everton, 20 grudnia 1971 (Football League First Division)

Najwięcej bramek w meczu
- 9:3 (u siebie) przeciwko Wolverhampton Wanderers, 18 września 1965 (Football League Second Division)

Największa frekwencja u siebie
32 363 przeciwko Coventry City, 28 kwietnia 2012

## Europejskie puchary
Legenda do wszystkich tabel:
- Q – runda eliminacyjna, 1/16, 1/8, 1/4, 1/2 – odpowiednia faza rozgrywek, Grupa – runda grupowa, 1r gr – pierwsza runda grupowa, 2r gr – druga runda grupowa, F – finał, R – runda, PO – play-off
- k. – rzuty karne, los. – losowanie, Dogr. – dogrywka, w. – zasada bramek strzelonych na wyjeździe

| Sezon   | Rozgrywki                 | Runda   | Klub               | Dom | Wyjazd | Ogólnie    |
| ------- | ------------------------- | ------- | ------------------ | --- | ------ | ---------- |
| 1969/70 | Puchar Miast Targowych    | 1R      | Rosenborg BK       | 2–0 | 0–1    | 2–1        |
| 1969/70 | Puchar Miast Targowych    | 2R      | Vitória SC         | 5–1 | 3–3    | 8–4        |
| 1969/70 | Puchar Miast Targowych    | 1/8     | Newcastle United   | 1–1 | 0–0    | 1–1, w.    |
| 1971/72 | Puchar UEFA               | 1R      | Athletic Bilbao    | 2–1 | 0–2    | 2–3        |
| 1976/77 | Puchar Zdobywców Pucharów | 1R      | Olympique Marsylia | 4–0 | 1–2    | 5–2        |
| 1976/77 | Puchar Zdobywców Pucharów | 1/8     | Carrick Rangers    | 4–1 | 5–2    | 9–3        |
| 1976/77 | Puchar Zdobywców Pucharów | 1/4     | RSC Anderlecht     | 2–1 | 0–2    | 2–3        |
| 1981/82 | Puchar UEFA               | 1R      | Limerick United    | 1–1 | 3–0    | 4–1        |
| 1981/82 | Puchar UEFA               | 2R      | Sporting CP        | 2–4 | 0–0    | 2–4        |
| 1982/83 | Puchar UEFA               | 1R      | IFK Norrköping     | 2–2 | 0–0    | 2–2, w.    |
| 1984/85 | Puchar UEFA               | 1R      | Hamburger SV       | 0–0 | 0–2    | 0–2        |
| 2003/04 | Puchar UEFA               | 1R      | Steaua Bukareszt   | 1–1 | 0–1    | 1–2        |
| 2015/16 | Liga Europy               | 3Q      | Vitesse            | 3–0 | 2–0    | 5–0        |
| 2015/16 | Liga Europy               | PO      | FC Midtjylland     | 1–1 | 0–1    | 1–2        |
| 2016/17 | Liga Europy               | Grupa K | Sparta Praga       | 3–0 | 0–1    | 3. miejsce |
| 2016/17 | Liga Europy               | Grupa K | Hapoel Beer Szewa  | 1–1 | 0–0    | 3. miejsce |
| 2016/17 | Liga Europy               | Grupa K | Inter Mediolan     | 2–1 | 0–1    | 3. miejsce |